# Boana boans
La rana gladiadora gigante (Boana boans) es una especie de anfibio anuro de la familia de ranas arbóreas Hylidae. Es la especie tipo del género Boana.
Se distribuye por buena parte de las regiones selváticas de Bolivia, Brasil, Colombia, Panamá, Perú, Ecuador, Guayana Francesa, Guayana, Panamá, Surinam, Venezuela y la isla Trinidad. Habita selvas tropicales, donde es común cerca de cauces fluviales hasta los 1000 metros de altitud.
Es una rana grande, llegando a medir más de 10 cm de largo. Es de coloración pardusca con algunos patrones de marcas no muy definidas. La parte lateral de su cuerpo cerca de la ingle y las partes anteriores y posteriores de sus muslos tienen una bandas azul oscuro irregulares. Tiene una espuela en sus patas traseras, en la unión del fémur con la tibia. Los dedos están palmeados por completo. Los párpados tienen un patrón reticulado dorado.

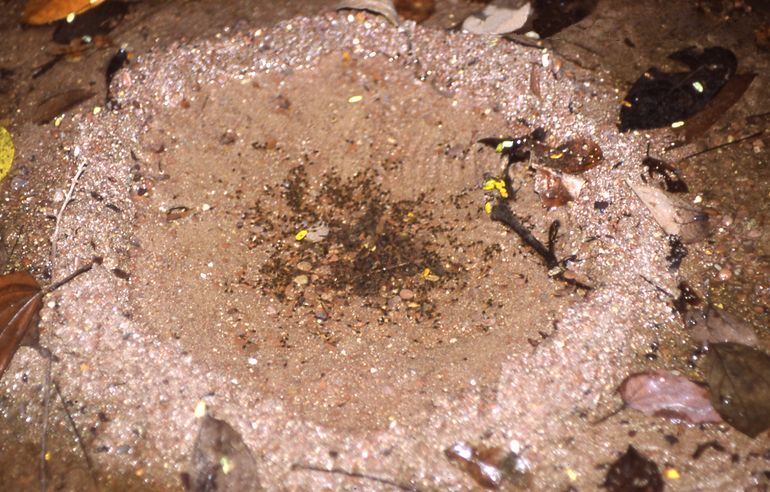
Nido de Boana boans.

Las hembras ponen miles de huevos en un nido que los machos construyen cerca de un cauce fluvial. Las ranas gladiadoras reciben su nombre debido a que los machos luchan entre ellos para defender sus nidos.